# Yllenus baltistanus
Yllenus baltistanus es una especie de araña saltarina del género Yllenus, familia Salticidae. Fue descrita científicamente por Caporiacco en 1935.
Habita en India.